# Mocho-d’orelhas

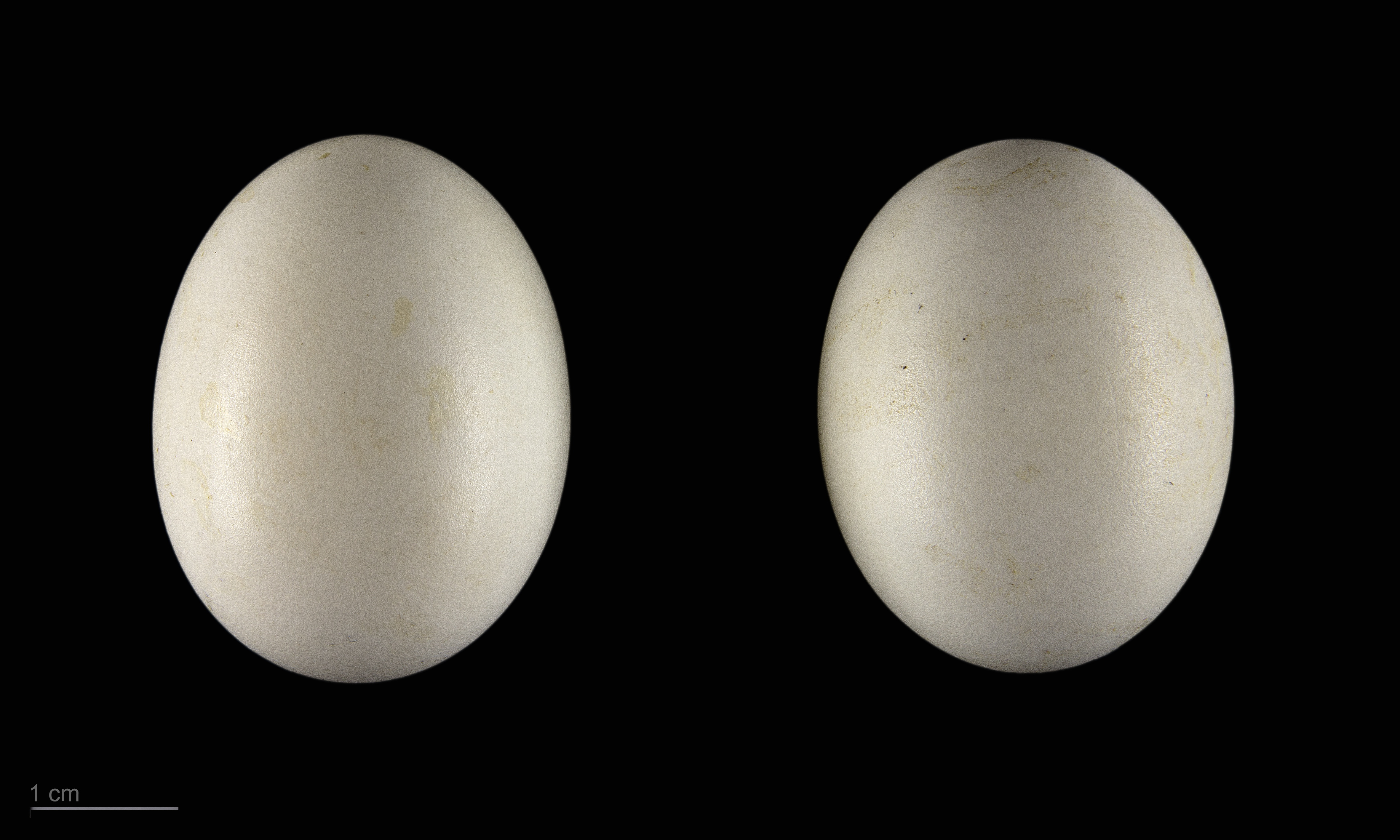
Otus scops - MHNT

O Otus scops, comummente conhecido mocho-d'orelhas (grafia alternativa mocho-de-orelhas) é uma espécie de ave estrigiforme, pertencente à família dos estrigídeos, presente em Portugal, mormente na região de Trás-os-Montes.

## Nomes comuns
Além de «mocho-de-orelhas», é ainda conhecido pelos seguintes nomes comuns: mochela e mocho-pequeno-de-orelhas (grafia alternativa mocho-pequeno-d'orelhas), mocho-d'orelhas-europeu ou mocho-de-orelhas-eurasiático.

## Descrição
Apesar das semelhanças com o mocho-galego, sobressai, por um lado, graças aos pequenos tufos que possui sobre a cabeça, e que lhe valem o nome comum «mocho-d'orelhas», e por outro, pelas suas dimensões mais reduzidas.
Possui um bico cinzento e garras de cor castanho-acinzentada, que são mais escuras nas extremidades.
Esta espécie é caracterizada por um ligeiro dimorfismo sexual, na medida em que as fêmeas costumam, em média, ser mais pesadas do que os machos.

### Dimensões
Mede entre 19 a 20 centímetros de comprimento e 53 a 63 centímetros de envergadura, tratando-se assim da ave de rapina nocturna de mais reduzidas dimensões existente em Portugal.

### Plumagem
Caracteriza-se pelo disco facial castanho-acinzentado pálido e olhos de íris amarelada. Do que toca à plumagem, adaptada para a camuflagem nos troncos das árvores, esta apresenta uma coloração que pode variar em diferentes tons castanho-acinzentados.
Embora, ao longe, se afigure como uma plumagem tendencialmente uniforme, quando inspeccionada ao perto, é possível vislumbrar-lhe padrões complexos de riscas e manchas negras ou, então, sarapintas brancas com manchas arruivadas.

### Comportamento
Trata-se de uma espécie noctívaga, raramente se avistando durante o dia. Tem um piar monótono e monossilábico, que se repete de três em três segundos, podendo prolongar-se durante horas a fio, por vezes em dueto, na estação da Primavera. Este piar, devido à sua frequência e intonação assemelha-se ao coaxar do  Sapo-parteiro-comum.

## Habitat
Esta espécie encontra-se associada a áreas semiabertas, com acesso a um leque variegado de habitats com grande profusão de insectos. Privilegia, também, os espaços arborizados, sejam eles bravios ou nas cercanias de parques urbanos, conquanto lhe assegurem poisos recatados e cavidades onde possa nidificar.  É ainda possível encontrá-lo em jardins e parques ou quintas, inclusive no interior de povoações.

### Portugal
Esta espécie é mais numerosa nas regiões do Nordeste Português, sobretudo em Trás-os-Montes.
Trata-se de uma espécie estival, porquanto se observa mais facilmente de Março a Setembro, em Portugal.

Com efeito, em Portugal ocorre em bosques pouco densos, bem como em pomares, soutos, mas também em montados abertos e em matas ripícolas, especialmente nas cercanias de campos de agricultura extensiva.